# Pedro Vera (futbolista paraguayo)
Pedro Agustín Vera Britez (Presidente Franco, Paraguay, 20 de abril de 1984) es un futbolista paraguayo. Juega como mediocampista y actualmente juega en el 29 de septiembre de la liga de Pastoreo

## Clubes
| Club                         | País       | Año         |
| ---------------------------- | ---------- | ----------- |
| Libertad                     | Paraguay   | 2005        |
| 2 de mayo                    | Paraguay   | 2006        |
| Macará                       | Ecuador    | 2007        |
| Técnico Universitario        | Ecuador    | 2008        |
| 12 de Octubre                | Paraguay   | 2008        |
| Vasco da Gama                | Brasil     | 2009        |
| Olimpia                      | Paraguay   | 2009 - 2011 |
| Cobreloa                     | Chile      | 2011 - 2012 |
| Rangers de Talca             | Chile      | 2012        |
| FK Inter Baku                | Azerbaiyán | 2013        |
| Club Cerro Porteño de Franco | Paraguay   | 2013        |
| Club Sportivo Luqueño        | Paraguay   | 2014        |
| 3 de Febrero                 | Paraguay   | 2014 - 2015 |
| Sportivo Trinidense          | Paraguay   | 2016 - 2017 |
| Club Resistencia             | Paraguay   | 2018 - 2021 |
| Gral. Diaz                   | Paraguay   | 2021        |

- Datos: Q7159995